# Clitoria andrei
Clitoria andrei är en ärtväxtart som beskrevs av Paul R. Fantz. Clitoria andrei ingår i släktet Clitoria, och familjen ärtväxter. Inga underarter finns listade i Catalogue of Life.